# Célpont neve: Salazar
A Célpont neve: Salazar (eredeti cím: Cartels) 2017-es amerikai akciófilm, melyet Keoni Waxman rendezett és a főszereplői Luke Goss és Steven Seagal.
A korlátozott színházi kiadás 2017. július 7-én volt. 2017. szeptember 19-én adták ki DVD-n. Magyarországon csupán televízión játszották le magyar szinkronnal.

## Szereplők
| Szereplő                    | Színész            | Magyar hang    |
| --------------------------- | ------------------ | -------------- |
| Tom Jensen őrnagy           | Luke Goss          | Zöld Csaba     |
| Bruno Sinclaire             | Georges St-Pierre  | Háda János     |
| Skony                       | Darren E. Scott    | Posta Victor   |
| Joseph "El Tiburon" Salazar | Florin Piersic Jr. | Pál András     |
| John Harrison               | Steven Seagal      | Rosta Sándor   |
| Amanda Chavez               | Martine Argent     | Vágó Bernadett |
| Mike Darol                  | Howard Dell        | Welker Gábor   |
| Cristi Badea                | George Ramos       | Haagen Imre    |

## Produkció
A film eredetileg a "Killing Salazar" címet viselte. A film rendezője Keoni Waxman lett, valamint Waxman és Richard Beattie írta a forgatókönyvet. Luke Gossot úgy választották meg, hogy játssza el a főszereplőt, mint Tom Jensen amerikai őrmester, míg Steven Seagal, aki több mint fél tucat projektben együtt dolgozott Waxmannal, kisebb szerepet kapott. Michael Richard Plowman szerezte a film zenéjét.